# Liste der Biografien/Voi
Liste der Biografien |
Portal Biografien |
Personensuche
# |
A |
B |
C |
D |
E |
F |
G |
H |
I |
J |
K |
L |
M |
N |
O |
P |
Q |
R |
S |
T |
U |
V |
W |
X |
Y |
Z |
?
 
Va |
Vd |
Ve |
Vh |
Vi |
Vj |
Vl |
Vn |
Vo |
Vr |
Vs |
Vt |
Vu |
Vy
 
Voa |
Vob |
Voc |
Vod |
Voe |
Vof |
Vog |
Voh |
Voi |
Voj |
Vok |
Vol |
Vom |
Von |
Voo |
Vop |
Vor |
Vos |
Vot |
Vou |
Vov |
Vow |
Vox |
Voy |
Voz
Die Liste der Biografien führt alle Personen auf, die in der deutschsprachigen Wikipedia einen Artikel haben. Dieses ist eine Teilliste mit 385 Einträgen von Personen, deren Namen mit den Buchstaben „Voi“ beginnt.

## Voi

### Voia
- Voïart, Élise (1786–1866), französische Schriftstellerin, Übersetzerin, Romanautorin und Autorin von Jugendbüchern

### Voic
- Voicu, Andreea (* 1996), rumänische Fußballspielerin
- Voicu, Cristian (* 2001), rumänischer Leichtathlet
- Voicu, Ionuț (* 1984), rumänischer Fußballspieler
- Voicu, Mădălin (* 1952), rumänischer Politiker (PSD)
- Voicu, Ștefan (1906–1992), rumänischer Politiker (PMR, PCR), Journalist
- Voicu-Jagodzinsky, Carmen (* 1981), rumänische Schachspielerin und -trainerin
- Voiculescu, Dan (1940–2009), rumänischer Komponist, Musikwissenschaftler und Hochschullehrer
- Voiculescu, Dan (* 1946), rumänischer Politiker und Unternehmer
- Voiculescu, Dan (* 1949), rumänischer Mathematiker
- Voiculescu, Vasile (1884–1963), rumänischer Schriftsteller und Dramatiker
- Voiculeț, Claudiu (* 1985), rumänischer Fußballspieler

### Voig

#### Voigh
- Voight, Harrison (* 2006), australischer Motorradrennfahrer
- Voight, John (1926–1993), US-amerikanischer Sprinter
- Voight, Jon (* 1938), US-amerikanischer SchauspielerJon Voight (* 1938)

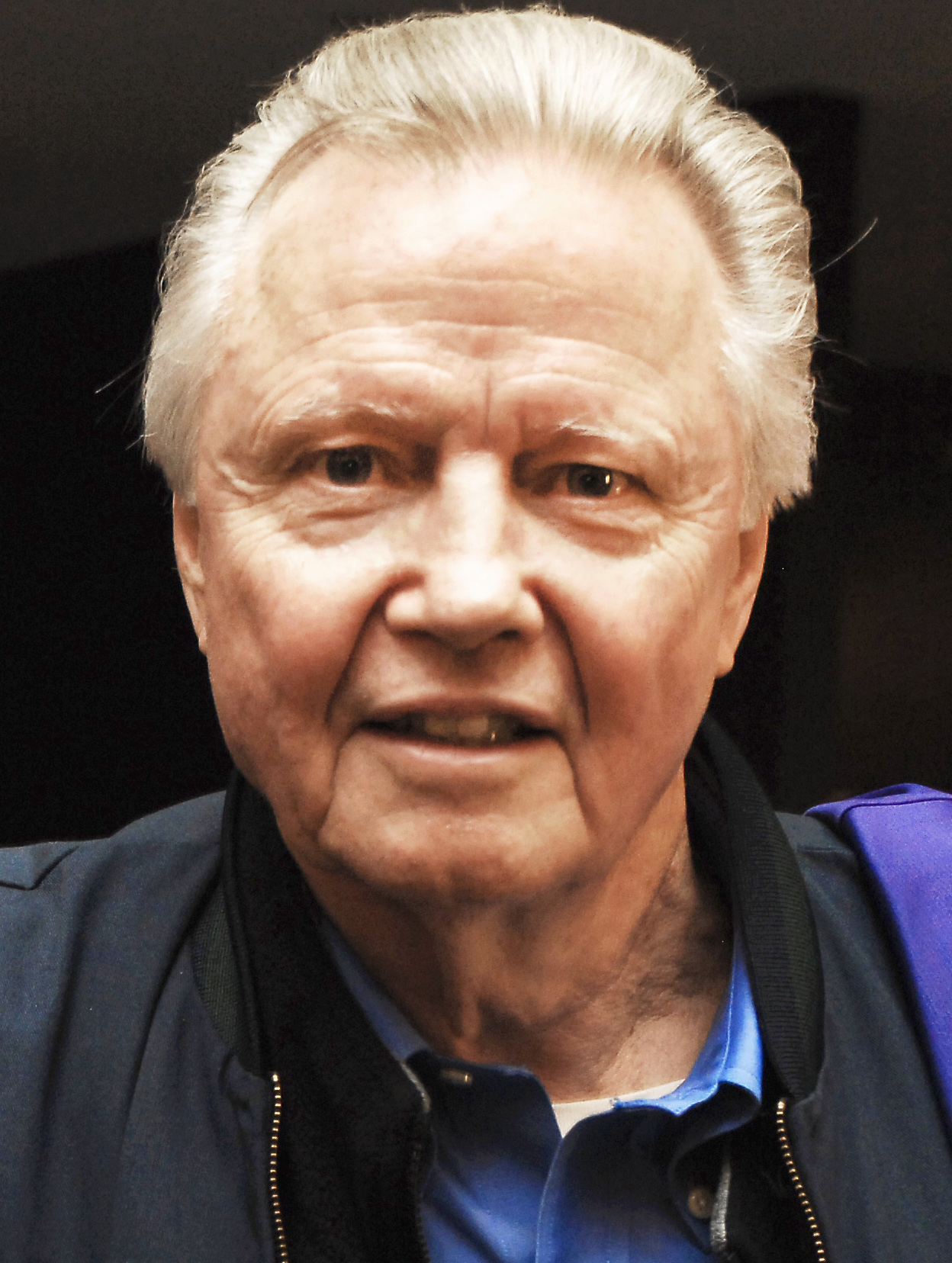
Jon Voight (* 1938)

#### Voigt
- Voigt der Jüngere, Christian Gottlob von (1774–1813), deutscher Verwaltungsjurist
- Voigt, Alexander (* 1964), deutscher Fagottist und Schauspieler
- Voigt, Alexander (* 1978), deutscher FußballspielerAlexander Voigt (* 1978)

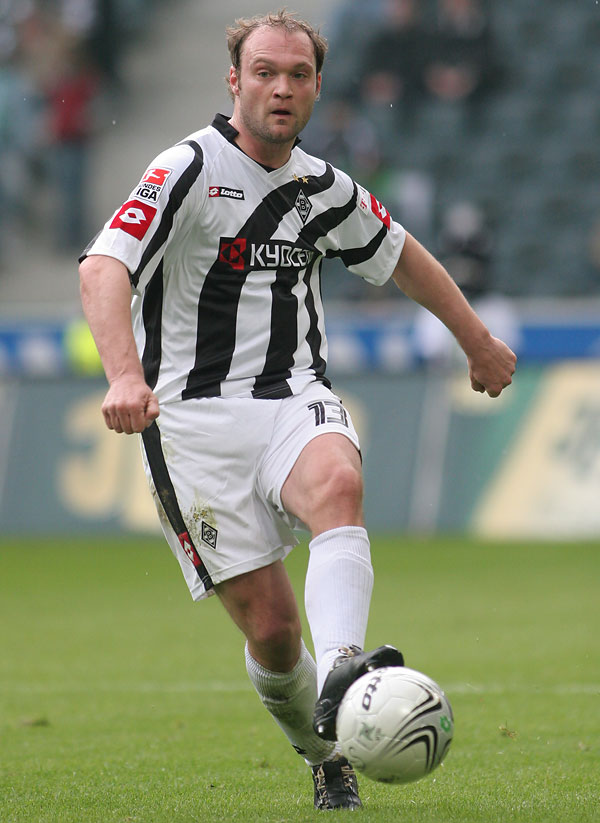
Alexander Voigt (* 1978)

- Voigt, Alfred (1913–1998), deutscher Rechtswissenschaftler
- Voigt, Alwin (1852–1922), deutscher Lehrer und Ornithologe
- Voigt, André (* 1973), deutscher Sportjournalist
- Voigt, Andreas (1860–1940), deutscher Wirtschafts- und Sozialwissenschaftler
- Voigt, Andreas (* 1953), deutscher Dokumentarfilm-Regisseur und Drehbuchautor
- Voigt, Angela (1951–2013), deutsche Leichtathletin und Olympiasiegerin
- Voigt, Anita (* 1961), deutsche Malerin, Grafikerin und Objektkünstlerin
- Voigt, Anja (* 1985), deutsche bildende Künstlerin
- Voigt, Anna (1846–1921), deutsche Alpinistin
- Voigt, Annette (* 1957), deutsche Bildhauerin
- Voigt, Anton (* 1947), österreichischer Pianist, Klavierpädagoge und Musikvermittler
- Voigt, Arnd (1950–2020), deutscher Kommunalpolitiker
- Voigt, Arno (1895–1986), deutscher KPD-Funktionär, kommunistischer Widerstandskämpfer, Landtagsabgeordneter, politischer KZ-Häftling
- Voigt, Auguste (1828–1909), französischer Lehrer und Astronom
- Voigt, Benjamin (* 1982), deutscher Eishockeyspieler
- Voigt, Bernhard (1878–1945), deutscher Lehrer und Schulinspektor
- Voigt, Bernhard Friedrich (1787–1859), deutscher Patriot, Buchhändler und Verleger
- Voigt, Brigitte (1934–2025), deutsche Fotografin
- Voigt, Brooke (* 1993), kanadische Snowboarderin
- Voigt, Bruno (1912–1988), deutscher Maler, Grafiker und Museumsdirektor
- Voigt, Burkhard (* 1946), deutscher Sprachwissenschaftler und Hochschullehrer
- Voigt, Carl (1808–1879), deutscher Musiker, Dirigent und Chorleiter
- Voigt, Carl Friedrich († 1822), deutscher Jurist und Hochschullehrer
- Voigt, Carl Friedrich (1800–1874), deutscher Medailleur, Graveur, Edelsteinschneider und Stempelschneider
- Voigt, Carl Ludwig (1792–1831), deutscher Cellist und Komponist
- Voigt, Carolus (1904–1991), deutscher Bildhauer
- Voigt, Charles (1869–1929), französischer Tennisspieler und -funktionär
- Voigt, Christian (* 1943), deutscher Hürdenläufer
- Voigt, Christian (* 1969), deutscher Opernsänger (Tenor)
- Voigt, Christian (* 1974), deutscher Jurist, Richter am Bundesgerichtshof
- Voigt, Christian Friedrich († 1780), deutscher Orgelbauer in Wartin
- Voigt, Christian Friedrich (1803–1868), deutscher Orgelbauer
- Voigt, Christian Friedrich Traugott (1770–1814), deutscher Autor, Übersetzer und Theologe
- Voigt, Christian Gottlob von (1743–1819), deutscher Dichter und Minister in Weimar
- Voigt, Corneel (* 1946), deutscher Fotograf und Werbefilmer
- Voigt, Curt (1889–1961), deutscher Scherenschneider
- Voigt, Cynthia (* 1942), amerikanische Jugendbuchautorin
- Voigt, Deborah (* 1960), US-amerikanische Opernsängerin (Sopran)
- Voigt, Dieter (* 1936), deutscher Sozialwissenschaftler
- Voigt, Dieter (* 1939), deutscher Eishockeyspieler (DDR)
- Voigt, Doreen (* 1984), deutsche Politikerin (BSW)
- Voigt, Eberhard (* 1938), deutscher Industrie-Designer
- Voigt, Edward (1873–1934), deutschamerikanischer Politiker
- Voigt, Ehrhard (1905–2004), deutscher Geologe und Paläontologe
- Voigt, Ekkehard (1939–2018), deutscher Politiker (CSU, REP), MdB
- Voigt, Elisabeth (1893–1977), deutsche Malerin und Graphikerin
- Voigt, Elli (1912–1944), deutsche Widerstandskämpferin
- Voigt, Emil (1879–1946), US-amerikanischer Turner
- Voigt, Emil (1883–1973), britischer Leichtathlet
- Voigt, Erich (1905–1962), deutscher Widerstandskämpfer (KPD) und Staatsfunktionär (SED)
- Voigt, Erna (* 1925), deutsche Illustratorin und Autorin
- Voigt, Ernst (1845–1886), deutscher Jurist und Politiker (NLP), MdL (Königreich Sachsen)
- Voigt, Ernst (1911–2000), deutscher Unteroffizier, Pilot und Erprobungsflieger der Luftwaffe der Wehrmacht
- Voigt, Ernst von (1847–1926), preußischer General der Infanterie, Gouverneur von Mainz
- Voigt, Erwin (1864–1945), deutscher Generalleutnant
- Voigt, Eva-Maria (1921–2013), deutsche Klassische Philologin
- Voigt, Felix A. (1892–1962), deutscher Gymnasiallehrer, Gerhart Hauptmann-Forscher
- Voigt, Ferdinand (1829–1893), deutscher Pädagoge und Förderer der Turnbewegung
- Voigt, Franz (1876–1940), deutscher Kunsthistoriker
- Voigt, Franz Wilhelm (1867–1949), deutscher Maler
- Voigt, Friedemann (* 1967), deutscher Theologe (evangelisch)
- Voigt, Friedrich (1833–1920), deutscher Verwaltungsjurist und Lokalhistoriker
- Voigt, Friedrich Adolf (1857–1939), deutscher Altphilologe und Gymnasiallehrer
- Voigt, Friedrich Gustav (1844–1886), deutscher Mechaniker und Unternehmer
- Voigt, Friedrich Siegmund (1781–1850), deutscher Botaniker
- Voigt, Friedrich Wilhelm (1833–1894), deutscher Militärmusiker
- Voigt, Fritz (1882–1945), deutscher Gewerkschafter, sozialdemokratischer Politiker und Widerstandskämpfer gegen den Nationalsozialismus
- Voigt, Fritz (1910–1993), deutscher Verkehrswissenschaftler und Ökonom
- Voigt, Fürchtegott Moritz Albert (1829–1895), deutscher Unternehmer
- Voigt, Fynn (* 1999), deutscher Politiker (FDP), MdBB
- Voigt, Georg (1827–1891), deutscher Historiker
- Voigt, Georg (1866–1927), deutscher Kommunalpolitiker
- Voigt, Gerd (1931–2003), deutscher Historiker
- Voigt, Gergana (* 1970), bulgarisch-deutsche Filmeditorin
- Voigt, Gerhard (1904–1958), deutscher Ruderer
- Voigt, Gerhard (1922–2008), deutsch-schwedischer Rechtsmediziner
- Voigt, Gerhard (1926–2005), deutscher Graphiker
- Voigt, Gisela (* 1953), deutsche Krankenschwester und Politikerin (SED, PDS), MdVK
- Voigt, Gottfried (1644–1682), deutscher lutherischer Theologe und Schulleiter
- Voigt, Gottfried (1914–2009), deutscher evangelischer Theologe
- Voigt, Gottfried Christian (1740–1791), deutscher Gelehrter
- Voigt, Gotthard (1928–1991), deutscher Zahnarzt und Politiker (DSU)
- Voigt, Gudrun (* 1930), deutsche Schriftstellerin, Schauspielerin und Hörspielsprecherin
- Voigt, Guido (* 1982), deutscher Wirtschaftswissenschaftler
- Voigt, Günter (* 1933), deutscher NVA-Offizier
- Voigt, Günter (* 1955), deutscher Zahnarzt und Kulturförderer in Dresden
- Voigt, Günther, deutscher Jurist und Landrat
- Voigt, Günther (1927–2000), deutscher Heimatforscher
- Voigt, Gustav (* 1867), deutscher Politiker (DNVP, Wirtschaftspartei), MdL
- Voigt, Gustav (1886–1970), deutscher Verwaltungsjurist
- Voigt, Hans (1879–1953), deutscher Architekt
- Voigt, Hans-Heinrich (1921–2017), deutscher Astronom
- Voigt, Hans-Henning von (1887–1969), deutscher Künstler
- Voigt, Hans-Jörg (* 1962), deutscher Geistlicher, Bischof der Selbständigen Evangelisch-Lutherischen Kirche (SELK)
- Voigt, Hans-Peter (1936–2014), deutscher Politiker (CDU), MdB
- Voigt, Hansi (* 1963), deutscher Journalist und UnternehmerHansi Voigt (* 1963)

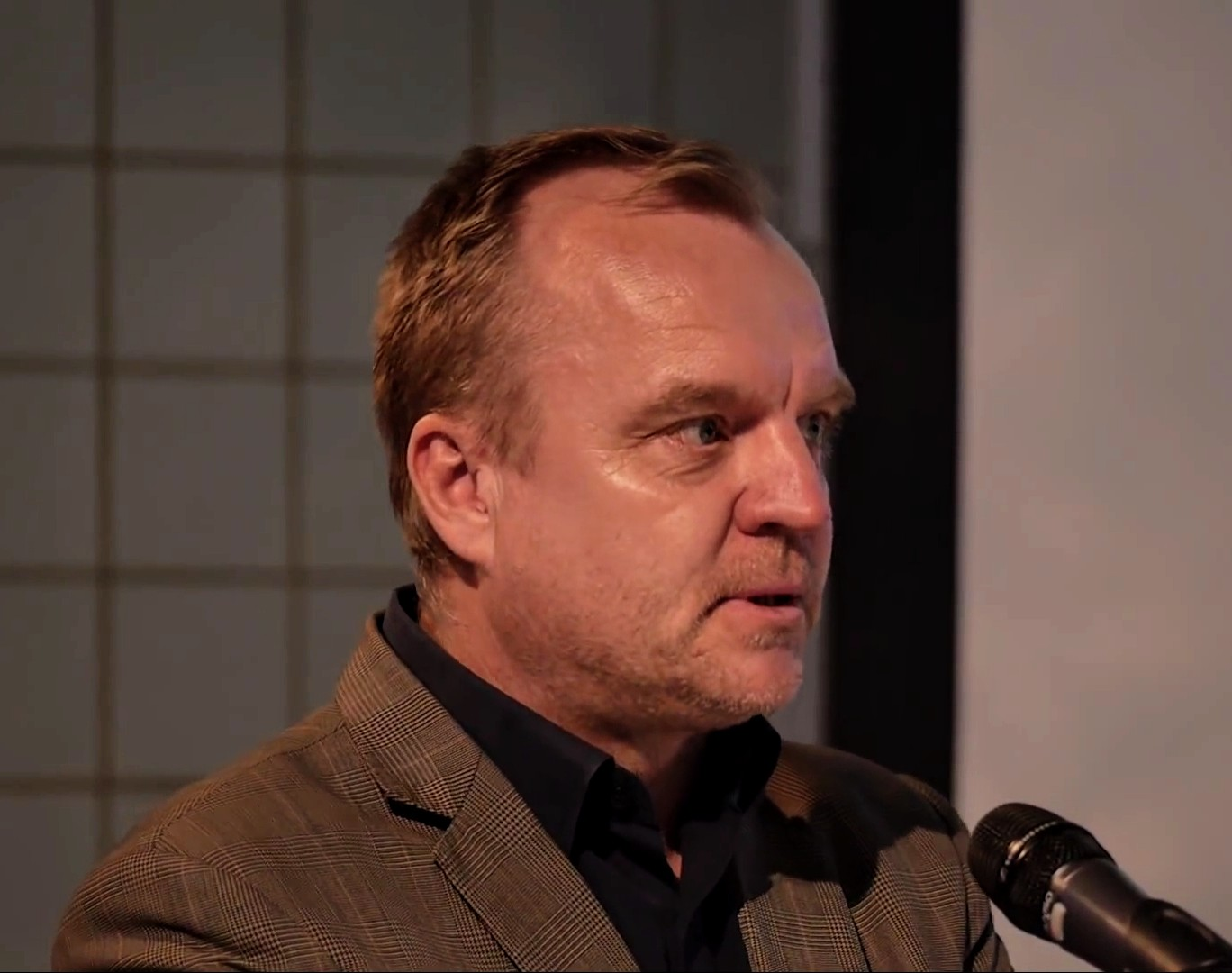
Hansi Voigt (* 1963)

- Voigt, Harald (1928–2005), deutscher Publizist, Chronist der Insel Sylt und Oberstudienrat
- Voigt, Harry (1913–1986), deutscher Leichtathlet
- Voigt, Hartmut (* 1955), deutscher Fußballspieler
- Voigt, Heide Marie (* 1942), deutsche Pädagogin und Autorin
- Voigt, Heiko (* 1961), deutscher Kommunalpolitiker (parteilos)
- Voigt, Heinrich (1845–1906), deutscher Orgelbauer
- Voigt, Heinrich (1857–1937), deutscher Elektrotechniker
- Voigt, Heinrich Gisbert (1860–1933), deutscher Theologe, Kirchen- und Regionalhistoriker
- Voigt, Heinz (1885–1958), deutscher Ingenieur und Hochschullehrer
- Voigt, Heinz (* 1900), deutscher Schriftsteller
- Voigt, Heinz (1913–1992), deutscher Botschafter
- Voigt, Heinz (1917–1998), deutscher Heimatforscher
- Voigt, Helene (1857–1924), deutsche Schriftstellerin
- Voigt, Helga (1940–1956), deutsche Schwimmerin
- Voigt, Helmut (* 1942), deutscher Oberstleutnant des Ministeriums für Staatssicherheit (MfS)
- Voigt, Henriette (1808–1839), deutsche Pianistin und Salonière
- Voigt, Hermann (1859–1942), deutscher Landwirt und Politiker, MdL
- Voigt, Hildegard (1856–1936), deutsche Schriftstellerin
- Voigt, Horst (* 1933), deutscher Politiker (SPD)
- Voigt, Horst (* 1941), deutscher Politiker (CDU), MdL Mecklenburg-Vorpommern
- Voigt, Hubert (* 1944), deutscher Dirigent
- Voigt, Ian, englischer Tonmeister
- Voigt, Ilse (1905–1990), deutsche Schauspielerin und Synchronsprecherin
- Voigt, Ilse (1905–1997), deutsche Malerin
- Voigt, Ilse (* 1917), deutsche Filmeditorin
- Voigt, Immanuel (* 1984), deutscher Historiker und Autor
- Voigt, Ina (* 1965), deutsche Theaterfotografin und -autorin
- Voigt, Jane (1875–1961), deutsche Politikerin (DVP), MdL
- Voigt, Jens (* 1959), deutscher Fußballspieler
- Voigt, Jens (* 1971), deutscher RadrennfahrerJens Voigt (* 1971)

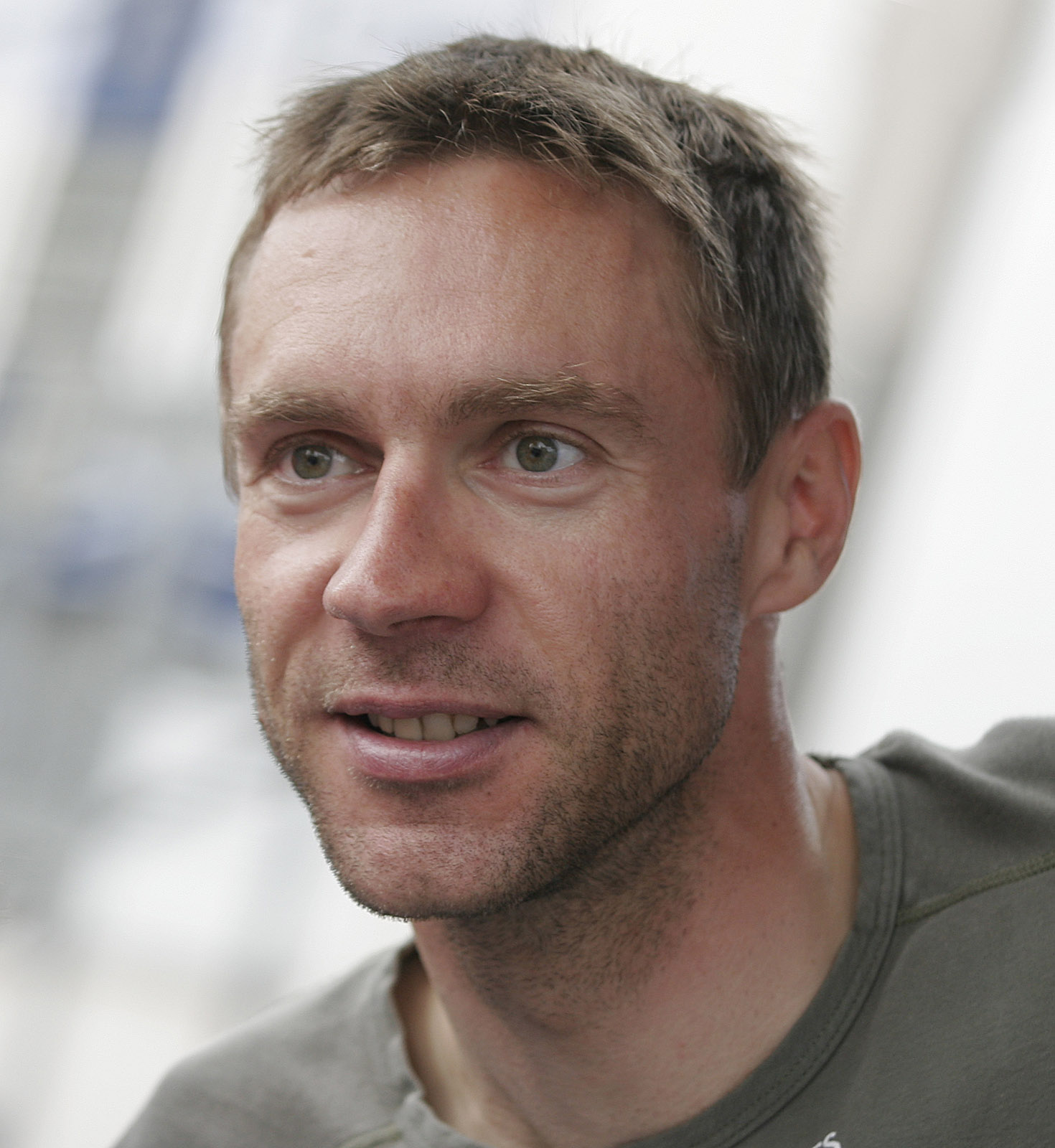
Jens Voigt (* 1971)

- Voigt, Joachim Caspar (1720–1799), deutscher Kaufmann und Ratsherr in Hamburg
- Voigt, Johann (1866–1947), deutscher Holzarbeiter und Politiker (SPD)
- Voigt, Johann August von (1677–1742), preußischer Generalmajor
- Voigt, Johann Carl Wilhelm (1752–1821), deutscher Mineraloge
- Voigt, Johann Eberhard August von (1738–1811), deutscher Hofrat und Geheimer Kanzleisekretär
- Voigt, Johann Friedrich (1792–1871), deutscher Grafiker, Landschaftsmaler und Porträtmaler
- Voigt, Johann Friedrich (1804–1886), deutscher Instanzrichter und Reichsoberhandelsgerichtsrat
- Voigt, Johann Georg Hermann (1769–1811), deutscher Organist, Cellist, Bratschist und Komponist
- Voigt, Johann Heinrich (1751–1823), deutscher Mathematiker, Astronom und Physiker
- Voigt, Johann Henrich (1613–1691), deutscher Mathematiker, Astronom und Kalenderschreiber
- Voigt, Johannes (1786–1863), deutscher Historiker und Vater des Humanismusforschers Georg Voigt
- Voigt, Johannes Gottlob Paul (1889–1954), deutscher Landrat und Industriemanager
- Voigt, Johannes H. (1929–2020), deutscher Neuzeithistoriker und Hochschullehrer
- Voigt, John (* 1939), US-amerikanischer Jazzforscher, Komponist und Musiker
- Voigt, Jorinde (* 1977), deutsche Malerin und Zeichnerin
- Voigt, Jutta (* 1941), deutsche Journalistin und Autorin
- Voigt, Karin (1936–2006), deutsche Autorin und Fotografin
- Voigt, Karl (1923–1994), deutscher Bildhauer
- Voigt, Karl Heinz (* 1934), deutscher evangelischer Kirchenhistoriker und Pastor der Evangelisch-methodistischen Kirche
- Voigt, Karl Karlowitsch (1808–1873), deutsch-russischer Philologe und Hochschullehrer
- Voigt, Karl von (1841–1911), preußischer Generalleutnant
- Voigt, Karsten (* 1941), deutscher Neuroradiologe und Hochschullehrer
- Voigt, Karsten (* 1941), deutscher Politiker (SPD), MdB, seit 1999 Koordinator für deutsch-amerikanische ZusammenarbeitKarsten Voigt (* 1941)

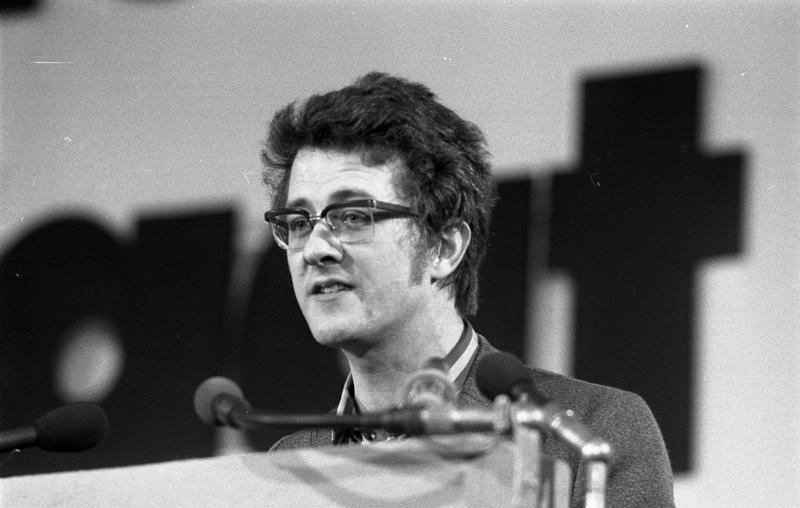
Karsten Voigt (* 1941)

- Voigt, Klaus (1934–1995), deutscher Ozeanograph und Wissenschaftsorganisator
- Voigt, Klaus (1938–2021), deutscher Historiker und Philosoph
- Voigt, Kurt (1927–2009), deutscher Abteilungsleiter des MfS
- Voigt, Kurt (1928–1973), deutscher Fußballspieler
- Voigt, Lene (1891–1962), deutsche Schriftstellerin
- Voigt, Leonhard (1835–1925), deutscher Arzt
- Voigt, Lisa (* 1988), deutsche Biathletin
- Voigt, Ludwig (1752–1835), deutscher Pädagoge
- Voigt, Luise (1854–1919), österreichische Schriftstellerin
- Voigt, Maika (1963–2012), deutsche Chemikerin und Politikerin (SPD), MdL
- Voigt, Malte (* 1993), deutscher Handballspieler
- Voigt, Manfred (1935–2001), deutscher Politiker (SED), MdV, Abteilungsleiter des ZK der SED
- Voigt, Manfred (* 1956), deutscher Basketballspieler
- Voigt, Mario (* 1977), deutscher Politiker (CDU), MdLMario Voigt (* 1977)

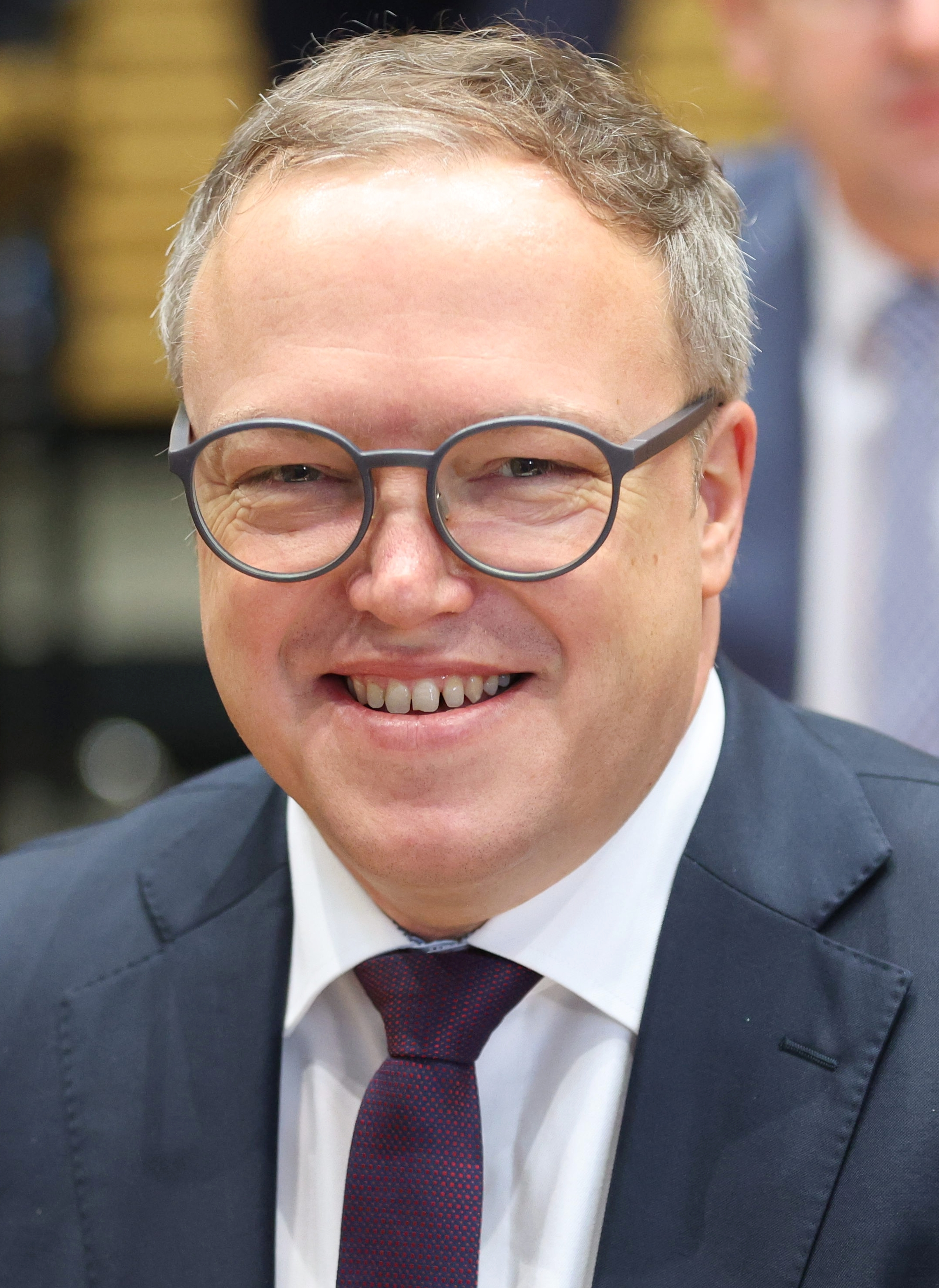
Mario Voigt (* 1977)

- Voigt, Markus (* 1966), deutscher Unternehmer und Manager
- Voigt, Moritz (1826–1905), deutscher Jurist
- Voigt, Nikolaus Adaukt (1733–1787), böhmischer Piarist und Gelehrter
- Voigt, Nils (* 1997), deutscher Leichtathlet
- Voigt, Paul (1876–1944), deutscher Politiker (SPD), MdR
- Voigt, Paul G. A. H. (1901–1981), englischer Erfinder und Audio-Pionier
- Voigt, Per (1931–2022), norwegischer Eishockeyspieler
- Voigt, Peter (1925–1990), deutscher Maler und Hochschullehrer
- Voigt, Peter (1933–2015), deutscher Regisseur von DokumentarfilmenPeter Voigt (1933–2015)

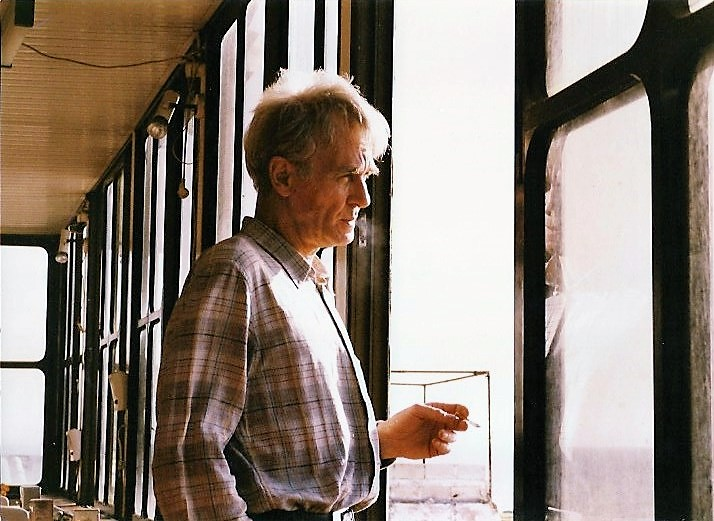
Peter Voigt (1933–2015)

- Voigt, Rainer Maria (* 1944), deutscher Semitist
- Voigt, Ralf (* 1965), deutscher Fußballspieler und -trainer
- Voigt, Reingard (1911–1989), deutsche Malerin und Kostümbildnerin
- Voigt, Reinhard, deutscher Minimal-Technomusiker und DJ
- Voigt, Reinhard (* 1940), deutscher Maler und Keramiker
- Voigt, Richard (1895–1970), deutscher Politiker (SPD), MdL
- Voigt, Richard Otto (1895–1971), deutscher Maler und Grafiker
- Voigt, Rüdiger (* 1941), deutscher Politologe, Autor, Herausgeber und Hochschullehrer
- Voigt, Rudolf (1922–2013), deutscher Radrennfahrer
- Voigt, Rudolf (1925–2007), deutscher Maler und Grafiker
- Voigt, Salomon (1588–1655), Bürgermeister von Dresden
- Voigt, Sebastian (* 1978), deutscher Historiker
- Voigt, Siegfried (* 1950), deutscher Handballspieler
- Voigt, Soeren Oliver (* 1969), deutscher Fußballfunktionär
- Voigt, Sören (* 1968), deutscher Filmregisseur
- Voigt, Sören (* 1971), deutscher Politiker (CDU), MdL
- Voigt, Stefan (* 1962), deutscher Ökonom
- Voigt, Stefan (* 1963), deutscher Speläologe
- Voigt, Stefanie (* 1969), deutsche Kulturwissenschaftlerin und ÄsthetiktheoretikerinStefanie Voigt (* 1969)

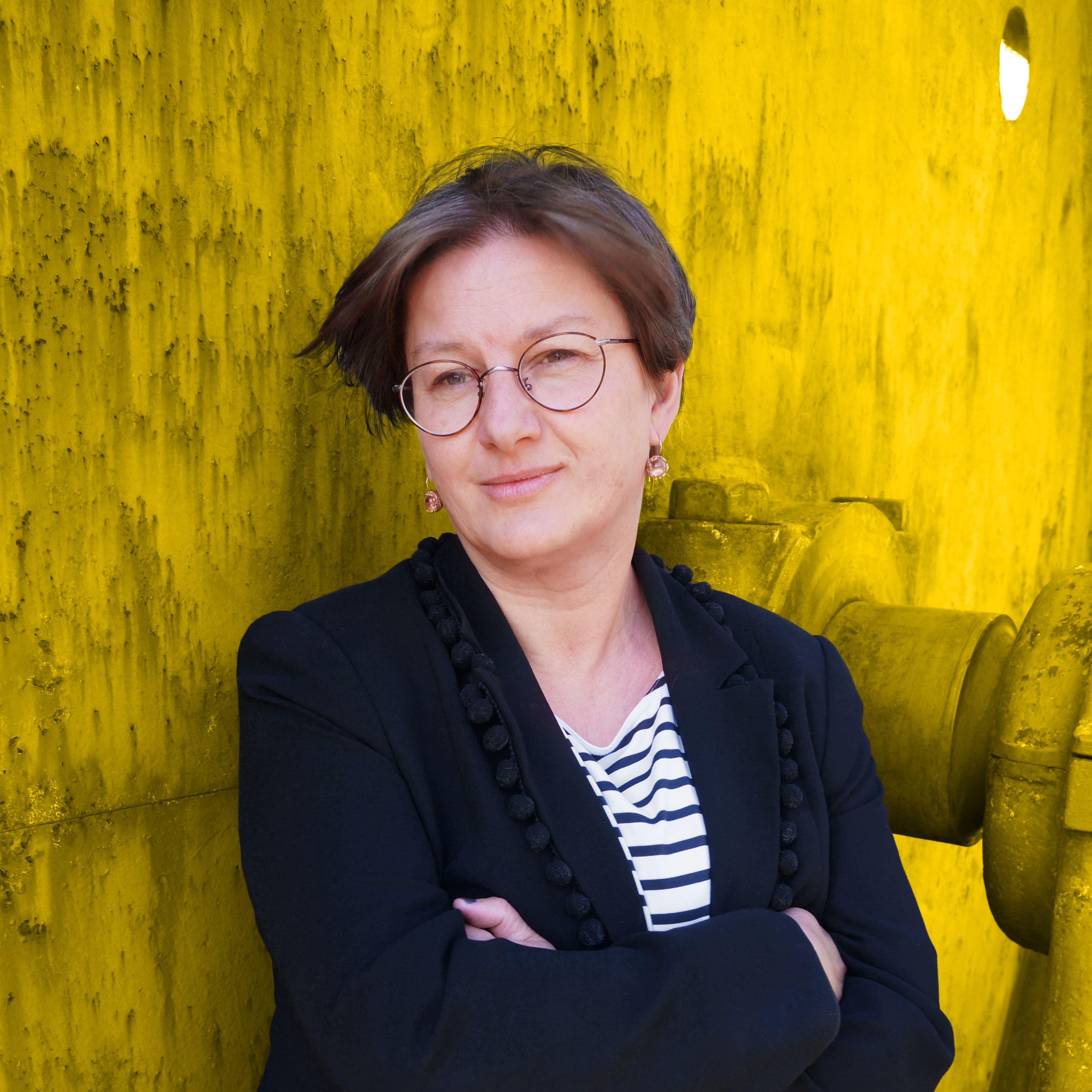
Stefanie Voigt (* 1969)

- Voigt, Susanne (1927–2016), deutsche Bildhauerin
- Voigt, Svenja (* 2004), deutsche Eishockeyspielerin
- Voigt, Sylvia (* 1961), deutsche Autorin
- Voigt, Thomas (* 1960), deutscher Journalist und Filmemacher
- Voigt, Thomas Heinrich (1838–1896), deutscher Maler und Hoffotograf
- Voigt, Torsten H. (* 1979), deutscher Soziologe
- Voigt, Udo (1952–2025), deutscher Neonazi-Kader und Politiker (NPD), Parteivorsitzender und MdEPUdo Voigt (1952–2025)

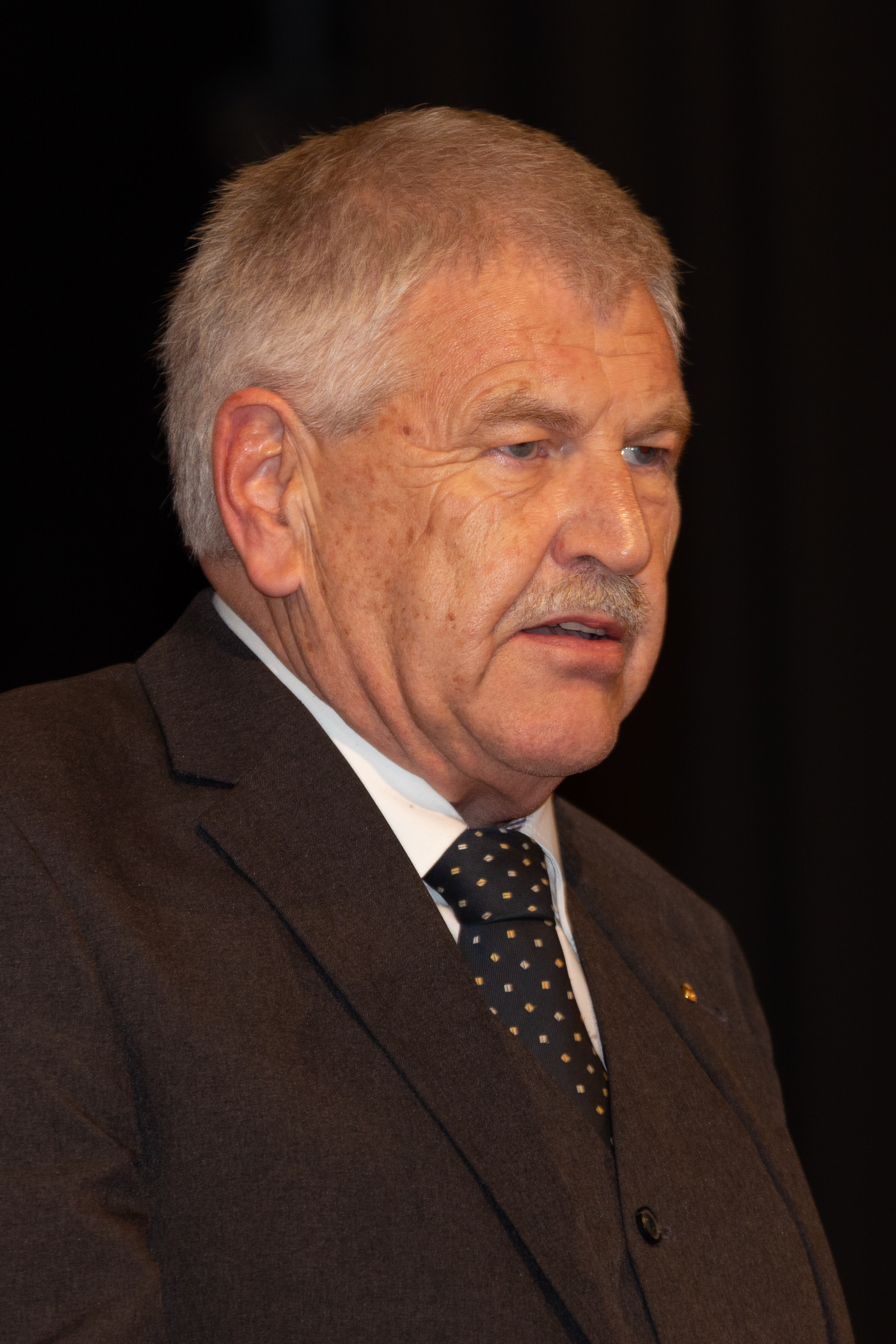
Udo Voigt (1952–2025)

- Voigt, Ulrich Johann (1669–1732), Stadtmusiker in Celle und Lüneburg
- Voigt, Uwe (* 1945), deutscher Politiker (SPD), MdHB
- Voigt, Uwe (* 1965), deutscher Philosoph
- Voigt, Vanessa (* 1997), deutsche Biathletin
- Voigt, Viktoria (* 1970), deutsche Schauspielerin, Synchronsprecherin und Drehbuchautorin
- Voigt, Volker (* 1949), 2. Sekretär des FDJ-Zentralrates, Vizepräsident des DTSB der DDR
- Voigt, Werner (1928–2024), deutscher Maler und Grafiker
- Voigt, Werner (1947–2023), deutscher Fußballspieler und -trainer
- Voigt, Wilfried (* 1939), deutscher Fußballspieler
- Voigt, Wilfried (* 1949), deutscher Politiker (Bündnis 90/Die Grünen), MdL, Staatssekretär
- Voigt, Wilfried (* 1951), deutscher Journalist
- Voigt, Wilhelm (1857–1916), deutscher Architekt
- Voigt, Wilhelm (* 1867), deutscher Politiker (SPD)
- Voigt, Wilhelm (1889–1963), deutscher evangelischer Geistlicher
- Voigt, Will (* 1976), US-amerikanischer Basketballtrainer
- Voigt, Willy (1910–1965), deutscher Politiker (SPD), MdL
- Voigt, Woldemar (1850–1919), deutscher Physiker
- Voigt, Woldemar (1907–1980), deutscher Flugzeugbau-Ingenieur
- Voigt, Wolfgang (* 1950), deutscher Architekturhistoriker
- Voigt, Wolfgang (* 1951), deutscher Physikochemiker
- Voigt, Wolfgang (* 1961), deutscher Minimal-Technomusiker und LabelbetreiberWolfgang Voigt (* 1961)

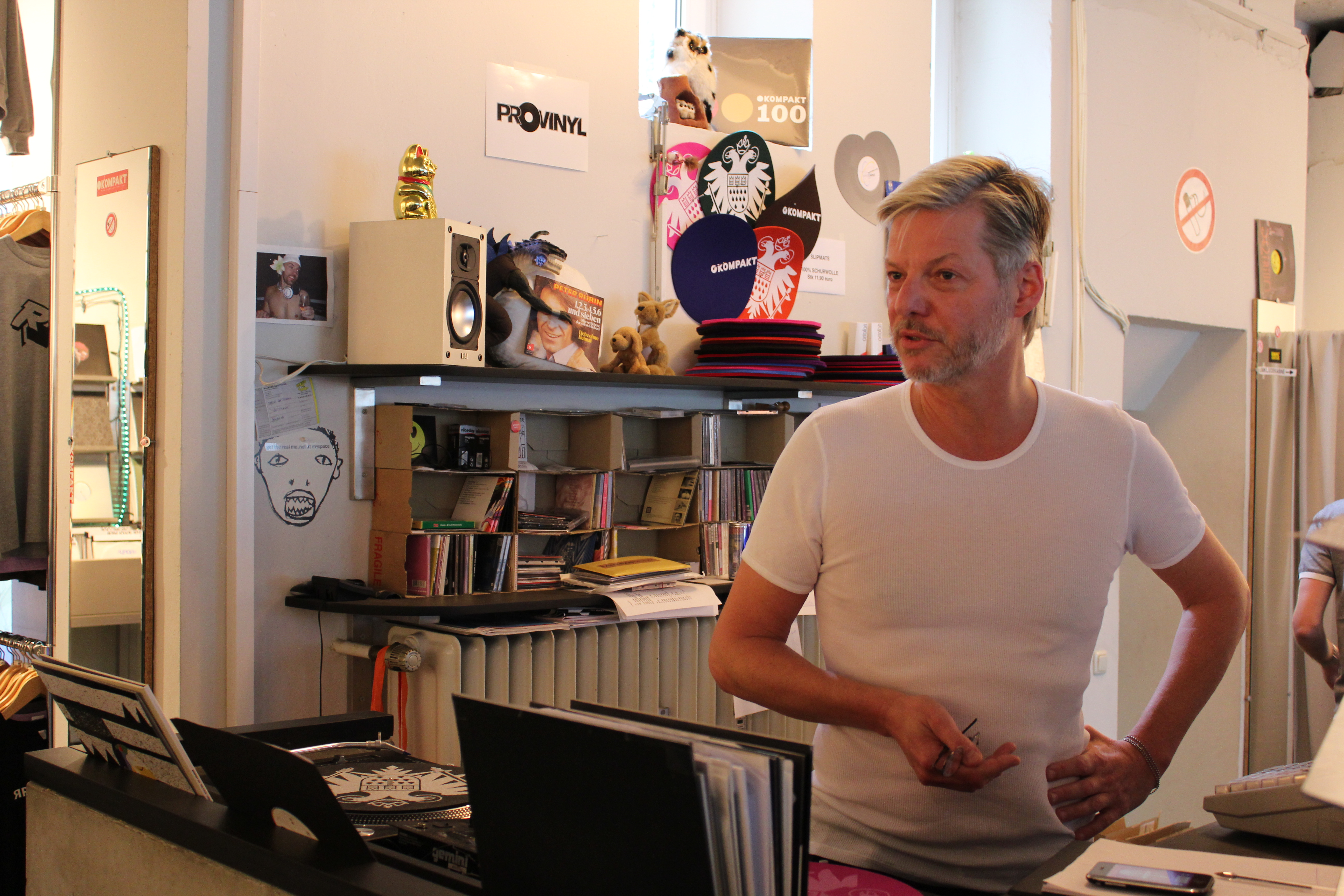
Wolfgang Voigt (* 1961)

- Voigt, Yannic (* 2002), deutscher Fußballspieler
- Voigt-Diederichs, Helene (1875–1961), deutsche Schriftstellerin
- Voigt-Fölger, August (1837–1918), deutscher Maler und Professor an der Technischen Hochschule zu Hannover
- Voigt-Küppers, Eva-Maria (* 1958), deutsche Politikerin (SPD), MdL
- Voigt-Ruscheweyh, Hermann (1880–1969), deutscher Offizier in der Luftwaffe der Wehrmacht

##### Voigtb
- Voigtberger, Dietrich (1941–1988), deutscher Ökonom und Politiker (CDU)

##### Voigte
- Voigtel, Gustav (1834–1914), preußischer Architekt und Baubeamter
- Voigtel, Nicolaus (1658–1713), deutscher Geometer, Bergbeamter und Sachbuchautor
- Voigtel, Richard (1829–1902), deutscher Architekt und Kölner Dombaumeister
- Voigtel, Traugott Gotthilf (1766–1843), deutscher Historiker und Bibliothekar
- Voigtel, Wilhelm (1767–1844), deutscher Mediziner

##### Voigtl
- Voigtlaender, Ursula (* 1922), deutsche Künstlerin, Malerin und Kunsterzieherin
- Voigtländer, Bernd (* 1939), deutscher Politiker (SPD), MdV, MdB
- Voigtländer, Dieter (* 1943), deutscher Radsportler und nationaler Meister im Radsport
- Voigtländer, Dietrich (* 1958), deutscher Bankmanager
- Voigtländer, Edith von (1892–1978), deutsche Violinistin
- Voigtländer, Else (1882–1946), deutsche Psychoanalytikerin
- Voigtländer, Eva-Maria (* 1958), deutsche Dramaturgin
- Voigtländer, Gabriel († 1643), deutscher Trompeter und Liederdichter
- Voigtländer, Gerhard (1912–2003), deutscher Pflanzenbau- und Grünlandwissenschaftler
- Voigtländer, Hans-Jürgen (* 1944), deutscher Boxer und Boxtrainer
- Voigtländer, Jacques (* 1948), deutscher Politiker (SPD), MdL
- Voigtländer, Johann Christoph (1732–1797), deutscher Optiker, Gründer der Firma Voigtländer
- Voigtländer, Johann Friedrich (1769–1844), evangelischer Theologe
- Voigtländer, Johann Friedrich (1779–1859), österreichischer Optiker
- Voigtländer, Kerstin, deutsche Handballspielerin und Handballtrainerin
- Voigtländer, Lothar (* 1943), deutscher Komponist
- Voigtländer, Michael (* 1975), deutscher Ökonom
- Voigtländer, Nikol (* 1940), deutscher Schauspieler, Theaterregisseur und Bühnenbildner
- Voigtländer, Peter Wilhelm Friedrich von (1812–1878), österreichischer Optiker und Fotopionier
- Voigtländer, Robert (1849–1935), deutscher Verleger
- Voigtlander, Ted (1913–1988), US-amerikanischer Kameramann bei Film und Fernsehen
- Voigtländer, Walter (* 1904), deutscher Pädagoge und Mitarbeiter des Reichserziehungsministeriums

##### Voigtm
- Voigtmann, Georg (* 1994), deutscher Basketballspieler
- Voigtmann, Jana (* 1984), deutsche Badmintonspielerin
- Voigtmann, Joachim (* 1940), deutscher Kunsthistoriker und Museologe, Museumsleiter
- Voigtmann, Johannes (* 1992), deutscher BasketballspielerJohannes Voigtmann (* 1992)

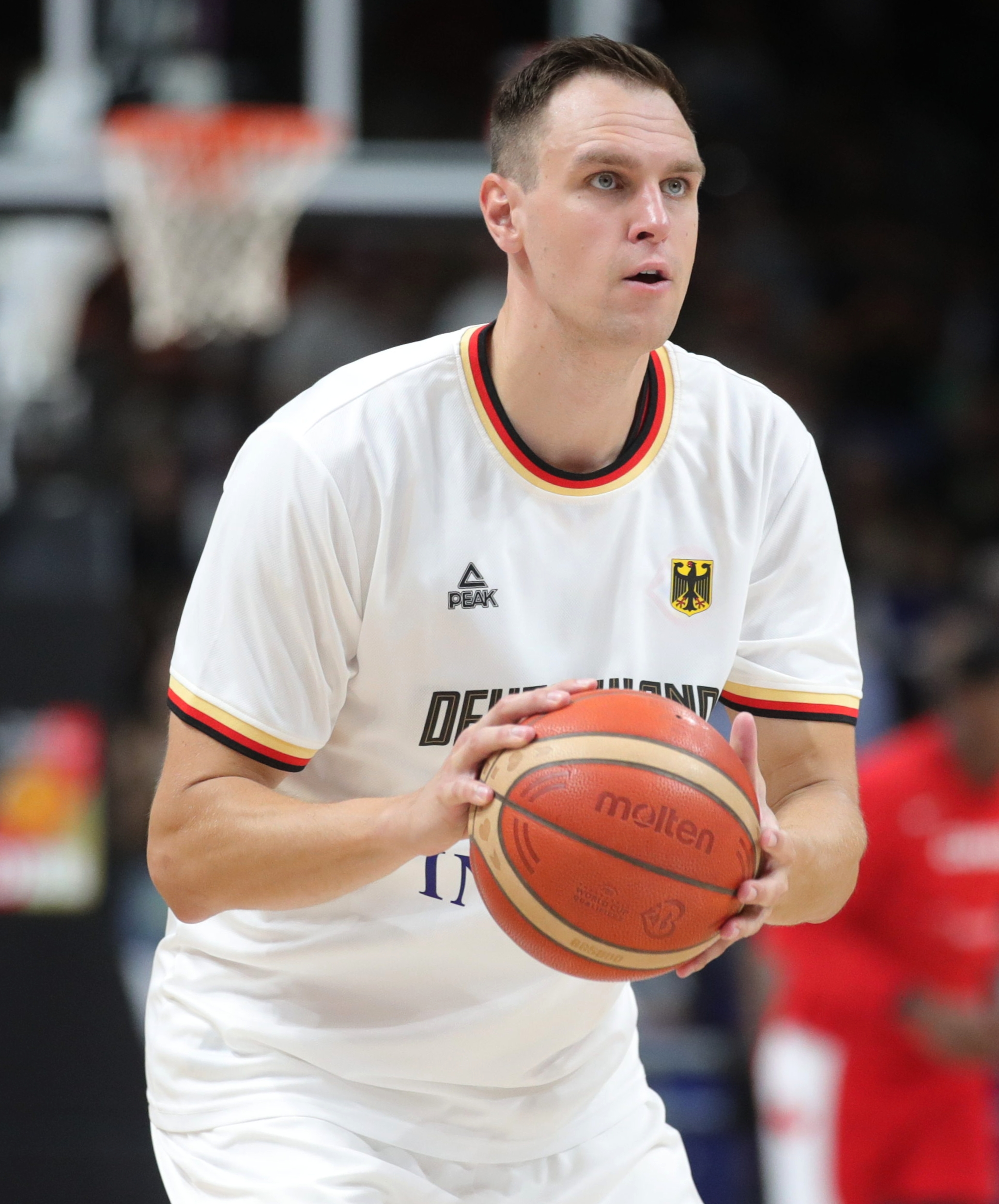
Johannes Voigtmann (* 1992)

- Voigtmann, Kay (* 1968), deutscher Illustrator
- Voigtmann, Klaus-Günther (* 1945), deutscher Politiker (AfD)
- Voigtmann, Kurt (* 1918), deutscher Fußballspieler
- Voigtmann, Lutz (1941–1997), deutscher Maler
- Voigtmann, Rudi (* 1921), deutscher Fußballspieler

##### Voigts
- Voigts, Albert (1869–1938), deutscher Landwirt und Politiker in Südwestafrika
- Voigts, Albert (1904–1943), deutscher Widerstandskämpfer
- Voigts, Arne-Torben (* 1981), deutscher Journalist und Moderator
- Voigts, Bodo (1844–1920), deutscher Jurist
- Voigts, Carl Daniel († 1813), deutscher Kupferstecher und Porträtmaler
- Voigts, Eckart (* 1964), deutscher Anglist
- Voigts, Friedrich (1792–1861), deutscher Steuerinspektor, Schriftsteller und Freimaurer
- Voigts, Gustav (1865–1934), deutscher Kaufmann und ein früher Siedler in Namibia (Deutsch-Südwestafrika)
- Voigts, Jenny von (1749–1814), deutsche Schriftstellerin
- Voigts, Manfred (1946–2019), deutscher Germanist und Judaist
- Voigts-Rhetz, Albrecht von (1850–1915), deutscher Offizier, Jurist und Diplomat
- Voigts-Rhetz, Julius von (1822–1904), preußischer General der Artillerie
- Voigts-Rhetz, Konstantin Bernhard von (1809–1877), preußischer General der Infanterie
- Voigts-Rhetz, William von (1813–1902), preußischer General der Infanterie
- Voigtsberger, Harry (* 1950), deutscher Politiker (SPD) und LandesministerHarry Voigtsberger (* 1950)

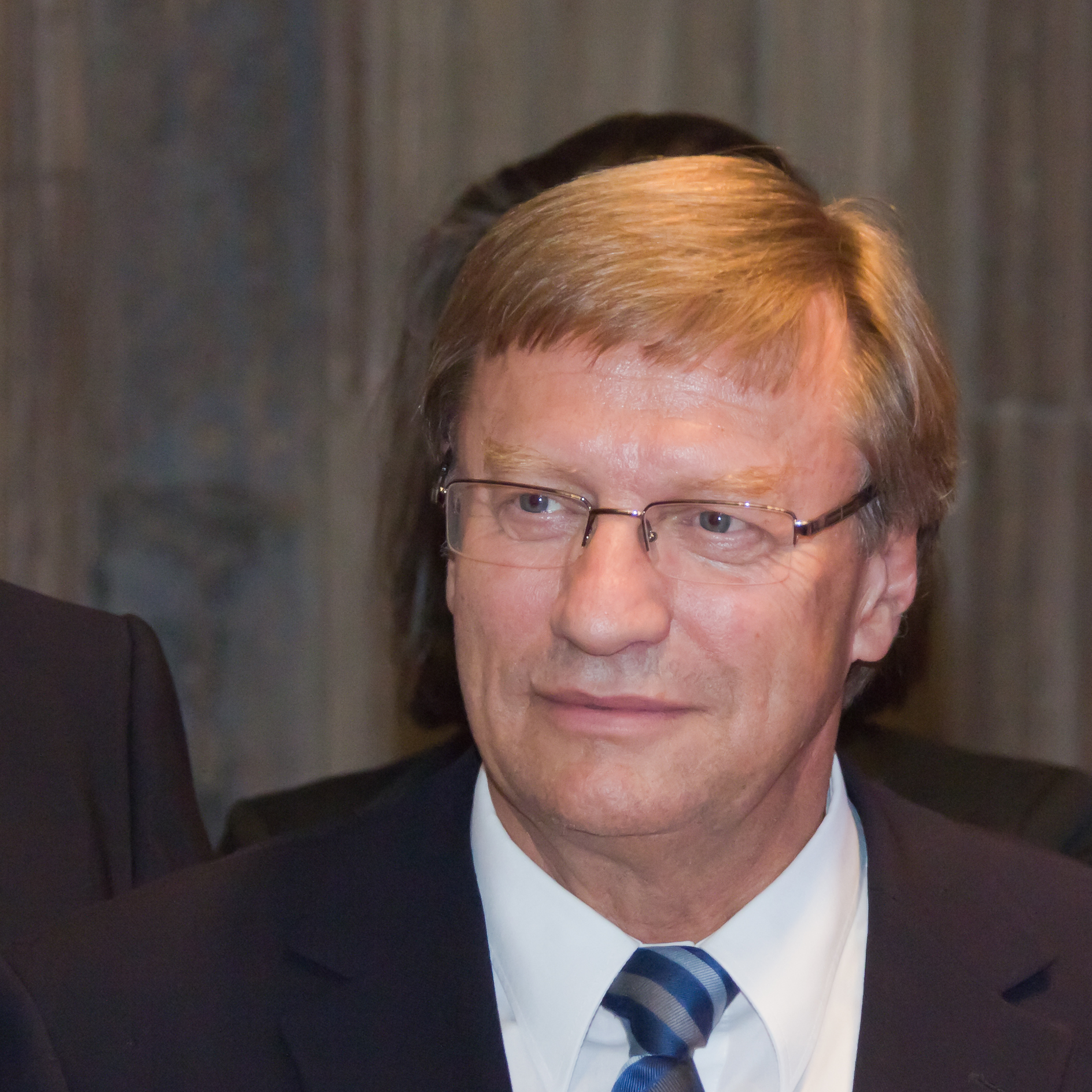
Harry Voigtsberger (* 1950)

- Voigtsberger, Heinrich (1903–1959), deutscher Generalmajor im Zweiten Weltkrieg

### Voik
- Voik, Klaus (* 1957), deutsch-rumänischer Handballspieler

### Voil
- Voillard, Franz Sebastian, lothringischer Glockengießer
- Voillaume, René (1905–2003), französischer katholischer Geistlicher und Ordensgründer
- Voille, Jean-Louis, französischer Maler
- Voillo, Claudius, französischer wandernder Glockengießer
- Voilquin, Suzanne (1801–1876), französische Feministin, Sozialistin, Journalistin, Hebamme und Autorin

### Voin
- Voina, Radu (* 1950), rumänischer Handballspieler und -trainer
- Voinea, Adrian (* 1974), rumänischer Tennisspieler
- Voinea, Camelia (* 1970), rumänische Kunstturnerin
- Voinea, Florea (* 1941), rumänischer Fußballspieler
- Voinea, Maricel (* 1959), rumänischer Handballspieler
- Voinea, Sorin (* 2003), rumänischer Leichtathlet
- Voinescu, Alice (1885–1961), rumänische Philosophin, Essayistin, Hochschullehrerin und Übersetzerin
- Voinescu, Ion (1929–2018), rumänischer Fußballspieler und -trainer
- Voinnet, Olivier (* 1972), französischer Biologe und Professor für RNA-Biologie an der ETH Zürich
- Voinovich, George (1936–2016), US-amerikanischer Politiker

### Voir
- Voiret, Jean-Pierre (* 1936), französischer Naturwissenschaftler und Sinologe
- Voiret, Verena (1939–2020), Schweizer Künstlerin und Frauenaktivistin
- Voiriot, Guillaume (1713–1799), französischer Porträtmaler
- Voirol, Fritz (1887–1928), Schweizer Landschaftsmaler und Zeichenlehrer
- Voirol, John (* 1958), Schweizer Jazz- und Improvisationsmusiker, Arrangeur und Dozent

### Vois
- Voisard, Albert (* 1862), französischstämmiger Fotograf
- Voisard, Alexandre (1930–2024), Schweizer Schriftsteller
- Voisard, Gaëtan (* 1973), Schweizer Eishockeyspieler
- Voisard, Otto (1927–1992), deutsch-österreichischer Industriemanager
- Voisard, Yannis (* 1998), Schweizer Radrennfahrer
- Voise, Heinz-Jürgen (* 1954), deutscher Fußballspieler
- Voisenon, Claude-Henri de Fusée de (1708–1775), französischer römisch-katholischer Geistlicher, Schriftsteller und Mitglied der Académie française
- Voisey, Robert (* 1969), US-amerikanischer Komponist und Musikproduzent
- Voisin, André (1903–1964), französischer Biochemiker und Landwirt
- Voisin, Benjamin (* 1996), französischer FilmschauspielerBenjamin Voisin (* 1996)

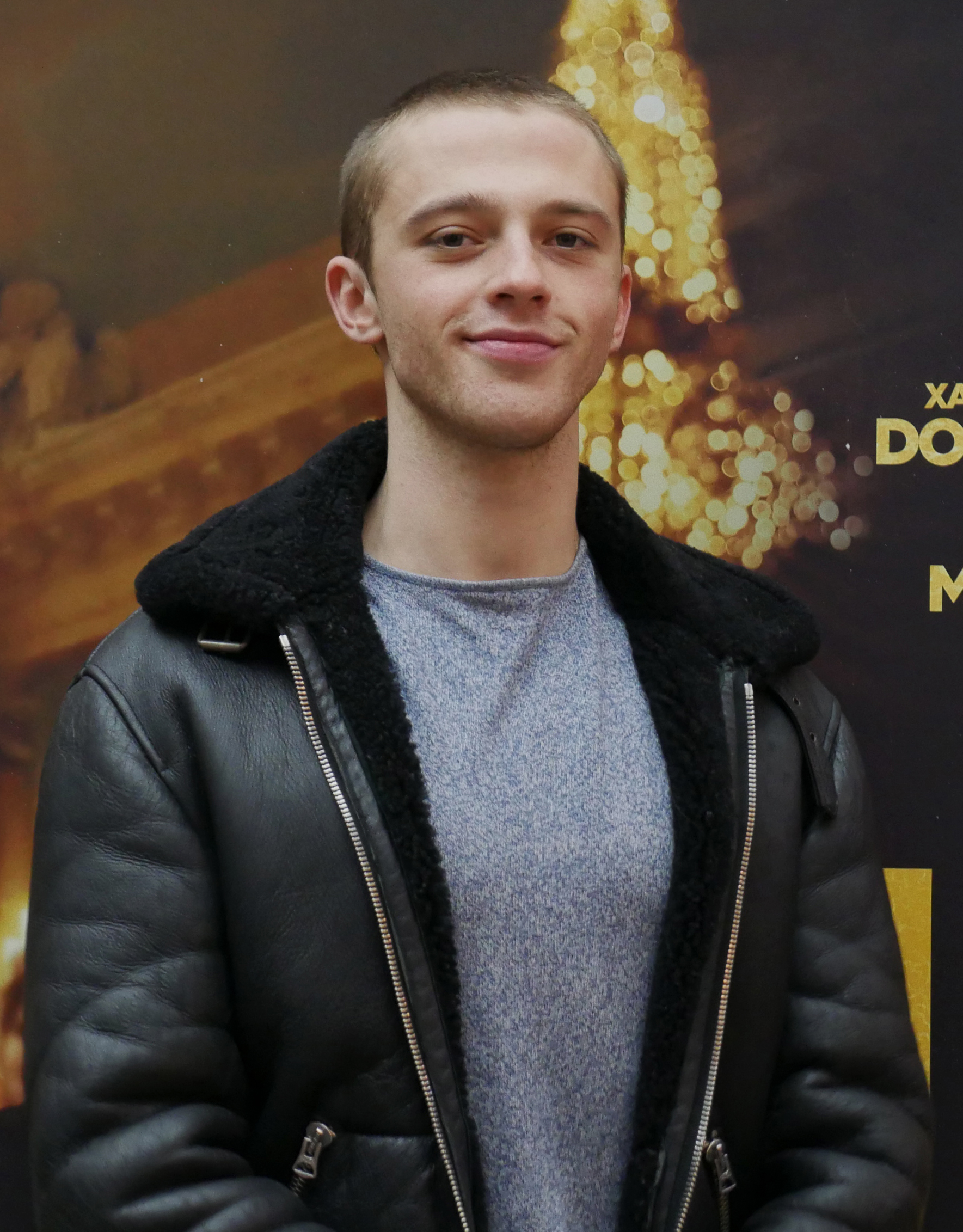
Benjamin Voisin (* 1996)

- Voisin, Claire (* 1962), französische Mathematikerin
- Voisin, Gabriel (1880–1973), französischer Flugzeug- und Automobilkonstrukteur
- Voisin, Jean-Claude (* 1949), französischer Kunsthistoriker
- Voisin, Maggie (* 1998), amerikanische Freestyle-Skisportlerin
- Voisin, Michel (* 1944), französischer Politiker
- Voisine, Robin (* 2002), französischer Fußballspieler
- Voisine, Roch (* 1963), kanadischer Autor, Komponist, Musiker und Schauspieler

### Voit
- Voit von Rieneck, Jörg († 1467), Amtmann des Domkapitels zu Würzburg
- Voit von Rieneck, Karl Friedrich (1642–1703), Dompropst im Bistum Würzburg
- Voit von Rieneck, Philipp Valentin (1612–1672), Bischof von Bamberg
- Voit von Salzburg, Friedrich August Valentin (1734–1798), preußischer Generalmajor, ansbachischer Oberst
- Voit von Salzburg, Melchior Otto (1603–1653), Fürstbischof von Bamberg
- Voit, Albert († 1606), deutscher Pädagoge und Literaturwissenschaftler
- Voit, August von (1801–1870), deutscher Architekt und bayerischer BaubeamterAugust von Voit (1801–1870)

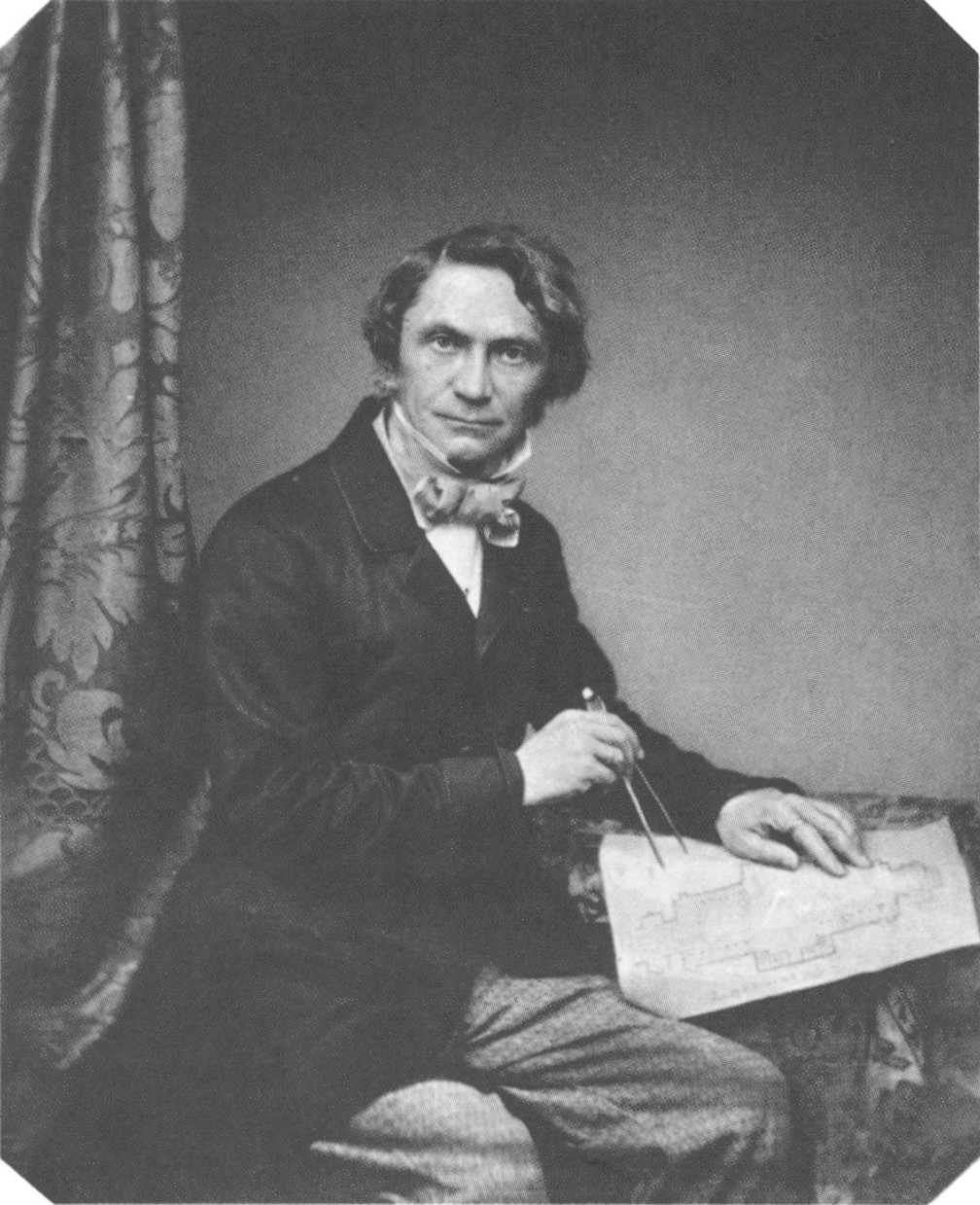
August von Voit (1801–1870)

- Voit, Augustin († 1704), deutscher Benediktinerabt
- Voit, Brigitte (* 1963), deutsche Chemikerin und Direktorin des IPF Dresden e. V.
- Voit, Carl Friedrich (1774–1854), deutscher Orgelbauer
- Voit, Carl von (1831–1908), deutscher Physiologe
- Voit, David († 1589), deutscher evangelischer Theologe
- Voit, Edmund (1707–1780), deutscher Priester, Jesuit und Hochschullehrer, Ordens-Provinzial
- Voit, Ernst (1838–1921), deutscher Physiker und Hochschullehrer
- Voit, Erwin (1852–1932), deutscher Physiologe und Hochschullehrer
- Voit, Fritz (1863–1944), deutscher Internist und Hochschullehrer
- Voit, Hartmut (* 1944), deutscher Geschichtsdidaktiker
- Voit, Heinrich (1834–1914), deutscher Orgelbauer
- Voit, Jochen (* 1972), deutscher Historiker, Autor und Ausstellungskurator
- Voit, Johann Michael (1744–1819), deutscher Orgelbauer
- Voit, Johann Michael (1771–1846), deutscher Architekt und Baubeamter
- Voit, Johannes (* 1980), deutscher Musikdidaktiker
- Voit, Jürgen (* 1947), deutscher Fußballspieler
- Voit, Kurt (1895–1978), deutscher Mediziner
- Voit, Ludwig (1906–2001), deutscher Pädagoge und Altphilologe
- Voit, Paul von (1876–1949), deutscher Generalleutnant
- Voit, Robert (* 1969), deutscher Fotograf
- Voit, Stephanie (* 1977), deutsche Schauspielerin
- Voit, Viktor (1888–1948), österreichischer Politiker (SDAP), Landtagsabgeordneter
- Voit, Wolfgang (* 1961), deutscher Rechtswissenschaftler und Hochschullehrer
- Voïta, Bernard (* 1960), Schweizer Künstler
- Voïta, Denise (1928–2008), Schweizer Malerin und Grafikerin
- Voitāne, Sandra (* 1999), lettische Fußballspielerin
- Voitec, Ștefan (1900–1984), rumänischer Politiker (PCR)
- Voitechovskaja, Gerda (* 1991), litauische Badmintonspielerin
- Voitel, Franz († 1839), Schweizer Pädagoge und Soldat
- Voitel, Gottfried (1926–1990), deutscher Politiker (FDP) und Abgeordneter des Hessischen Landtags
- Voitel, Paul (1895–1963), deutscher Politiker (KPD, SED), MdV und Gewerkschaftsfunktionär
- Voith, Friedrich (1840–1913), deutscher Ingenieur und Unternehmer
- Voith, Hanns (1885–1971), deutscher Ingenieur und Unternehmer
- Voith, Hermann (1878–1942), deutscher Unternehmer
- Voith, Johann Matthäus (1803–1874), deutscher Maschinenfabrikant
- Voith, Valentin, deutscher Dichter von Dramen, Spruchgedichten und Meisterliedern
- Voith, Walther (1874–1947), deutscher Unternehmer
- Voithofer, Josef (1895–1982), österreichischer Politiker (SPÖ), Abgeordneter zum Nationalrat
- Voitk, Evald (1907–1976), estnischer Schriftsteller
- Voitl, Alexander (* 1964), deutscher Verwaltungsjurist
- Voitl, Helmut (* 1939), österreichischer Dokumentarfilmer
- Voitl, Herbert (1925–2011), deutscher Anglist und Sprachwissenschaftler
- Voitowitsch, Julia (* 1976), deutsche Schwimmerin und Olympiateilnehmerin
- Voiture, Vincent (1598–1648), französischer Dichter und Schriftsteller
- Voitus, Sidonie (1753–1837), deutsche Sängerin (Sopran) sowie Mitbegründerin und Vorsteherin der Berliner Singakademie